# Etoricoxib
Etoricoxib är en selektiv COX-2 hämmare utvecklat av läkemedelsföretaget MSD. Medicinen ingår i gruppen NSAID och dämpar smärta och inflammation. Till skillnad mot äldre NSAID-preparat ger etoricoxib färre blödnings- och magbiverkningar. I en studie där etoricoxib jämfördes med diklofenak kunde man inte se någon skillnad i allvarliga hjärt-kärlbiverkningar.

## Indikationer
Etoricoxib används som symtomlindrande läkemedel vid artros, ankyloserande spondylit, reumatism samt tecken på inflammation vid akut gikt. Det kan även användas som korttidsbehandling av smärta i samband med tandkirurgi. Preparatet ska endast användas av personer över 16 år.

## Handelsnamn
I Sverige marknadsförs preparatet av läkemedelsföretaget MSD under handelsnamnen Arcoxia. Flera aktörer säljer dock Arcoxia i Sverige genom så kallad parallellimport, och bland de preparaten förekommer även namnet Tauxib. I övriga världen varierar handelsnamnen. Etoricoxib kallas Algix och Tauxib i Italien, Etorix och Vargus i Bangladesh, Starcox i Pakistan, Arcoxia i Sverige, Finland, Tyskland, Brasilien, Singapore, Thailand, Bulgarien och Rumänien, Exxiv i Portugal och Etozox i Indien.